# Anjelica Huston

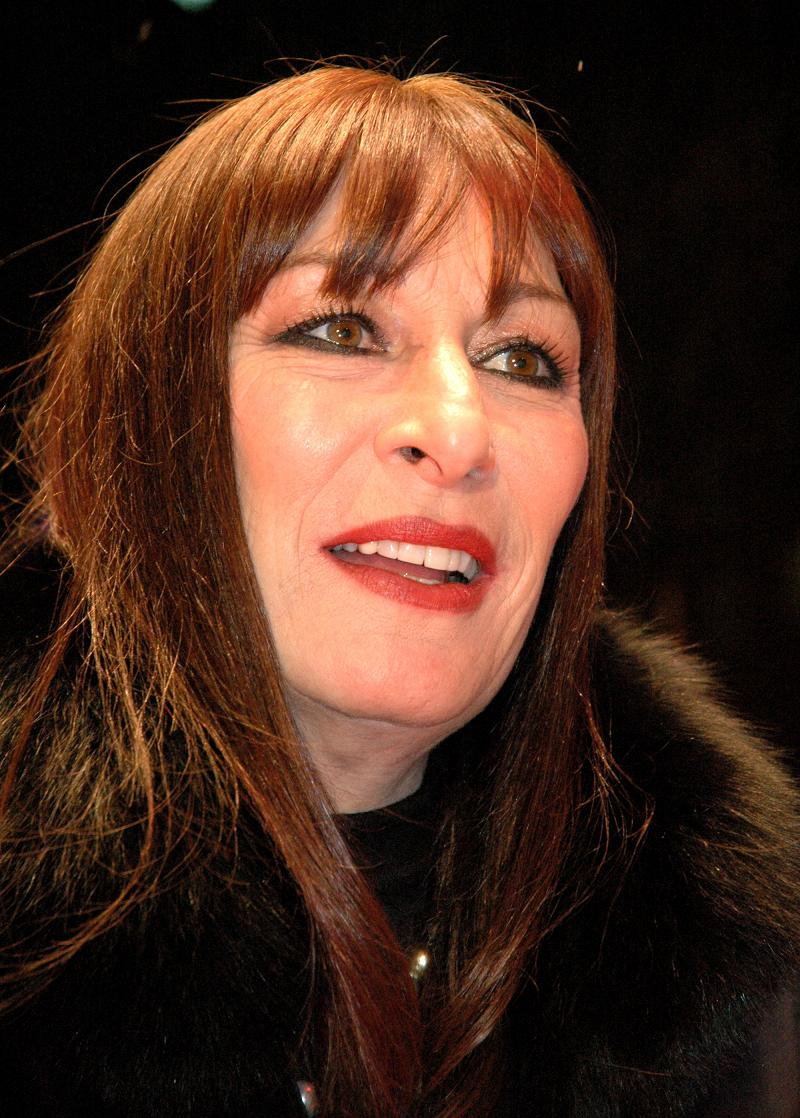
Anjelica Huston

Anjelica Huston (n. 8 iulie 1951, Santa Monica, California, SUA) este o actriță americană de film și prezentatoare de modă, câștigătoare a premiului Oscar pentru cel mai bun rol secundar în filmul Onoarea familiei Prizzi. Este fiica regizorului John Huston și nepoata legendarului actor britanic Walter Huston.

## Filmografie
- 1985 Onoarea familiei Prizzi (Prizzi's Honor), regia John Huston
- 1989 Delicte și fărădelegi (Crimes and Misdemeanors), regia Woody Allen
- 1991 Familia Addams (The Addams Family) : Morticia Addams
- 1993 Misterul crimei din Manhattan (Manhattan Murder Mystery), regia Woody Allen